# Собачкин, Алексей Иванович
Алексе́й Ива́нович Соба́чкин (р. 29 июля 1958) — российский журналист, публицист, краевед. Один из самых известных журналистов Обнинска.

## Образование
- Средняя школа № 6 города Обнинска (1970—1975)
- Филологический факультет Калужского государственного педагогического института имени К. Э. Циолковского (1975—1979)[1]
- Исторический факультет (заочное отделение) Калужского государственного педагогического института имени К. Э. Циолковского (1985—1990)

## Биография
Работал учителем в восьмилетней школе д. Куркино, Юхновского района, школах № 6 и № 12 г. Обнинска. В школе № 6 возглавлял детский театр «Первый шаг».
Главный редактор региональной телерадиокомпании «СИНВ» (Обнинск, Калуга; 1995—2002). Корреспондент обнинских газет «НГ-регион» (с 2002 г.) и «Новая среда+». Внештатный корреспондент «Радио Свобода» в Калужской области (Обнинск) (2000 — 2015). Печатался в журнале «Русский репортёр» (с 2007), «Новой газете», «Новых известиях».
Является автором ряда книг и публикаций по истории Калужского края и города Обнинска.

## Награды и премии
- Лауреат Первого всесоюзного фестиваля самодеятельного художественного творчества трудящихся (1977)
- Лауреат всероссийского фестиваля школьных театров («Артек», 1989)
- Лауреат областного конкурса «Учитель года −1992»
- Лауреат Первого всероссийского конкурса «Новости — время местное» (1999, главный приз, вместе с Татьяной Уваровой)[2].
- Лауреат всероссийского телевизионного фестиваля «Моя провинция» (1999, 2000, вместе с Татьяной Уваровой)[2].
- Лауреат всероссийского конкурса журналистских работ «Произвол в законе» (2003)[3].
- Лауреат областной журналистской премии им. Фомина (2011, 2017)